# Sebastian Stolz

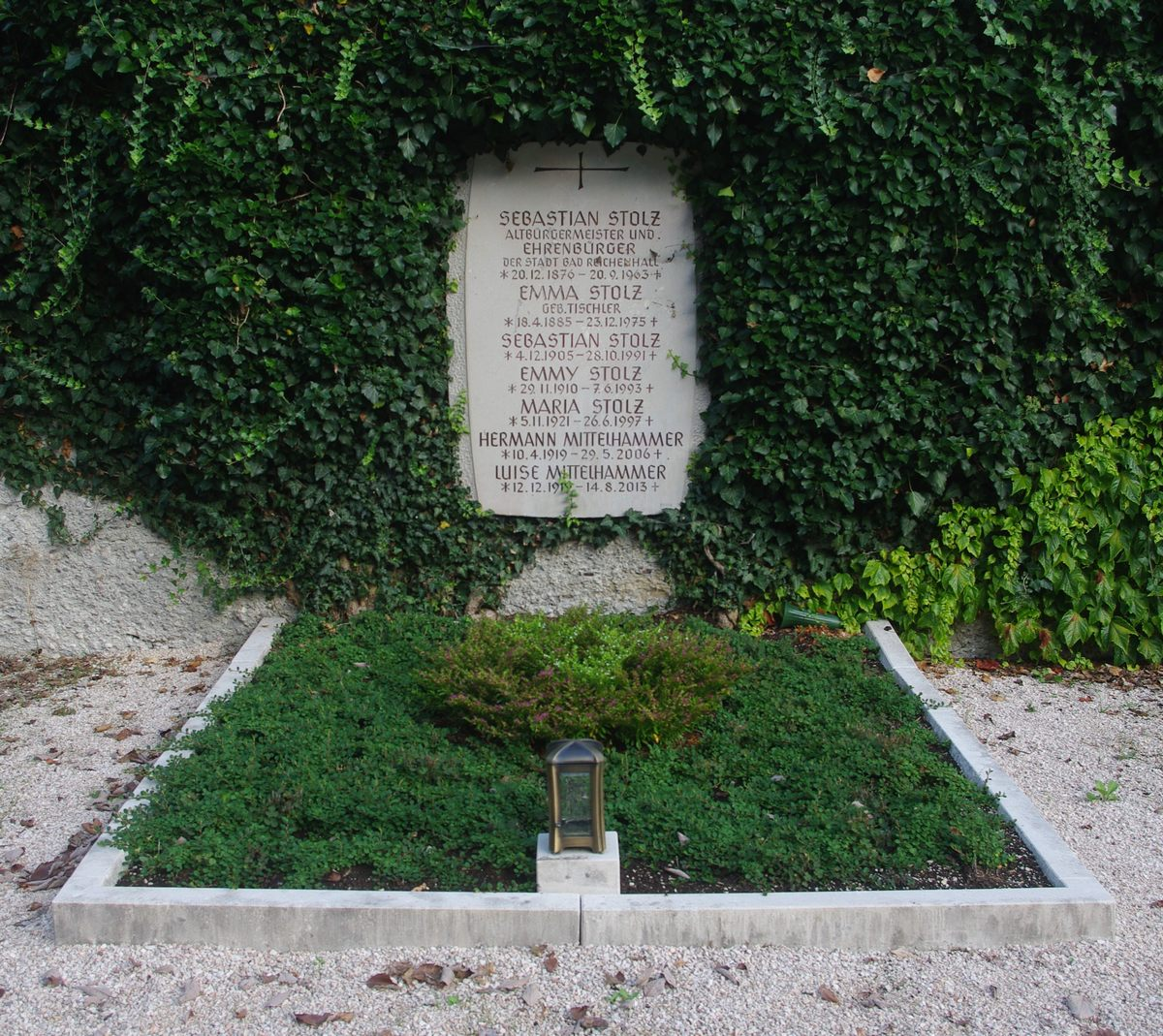
Grab auf dem Friedhof St. Zeno in Bad Reichenhall

Sebastian Stolz (* 20. Dezember 1876 in Augsburg; † 20. September 1963 in Bad Reichenhall) war ein deutscher Kommunalpolitiker.

## Werdegang

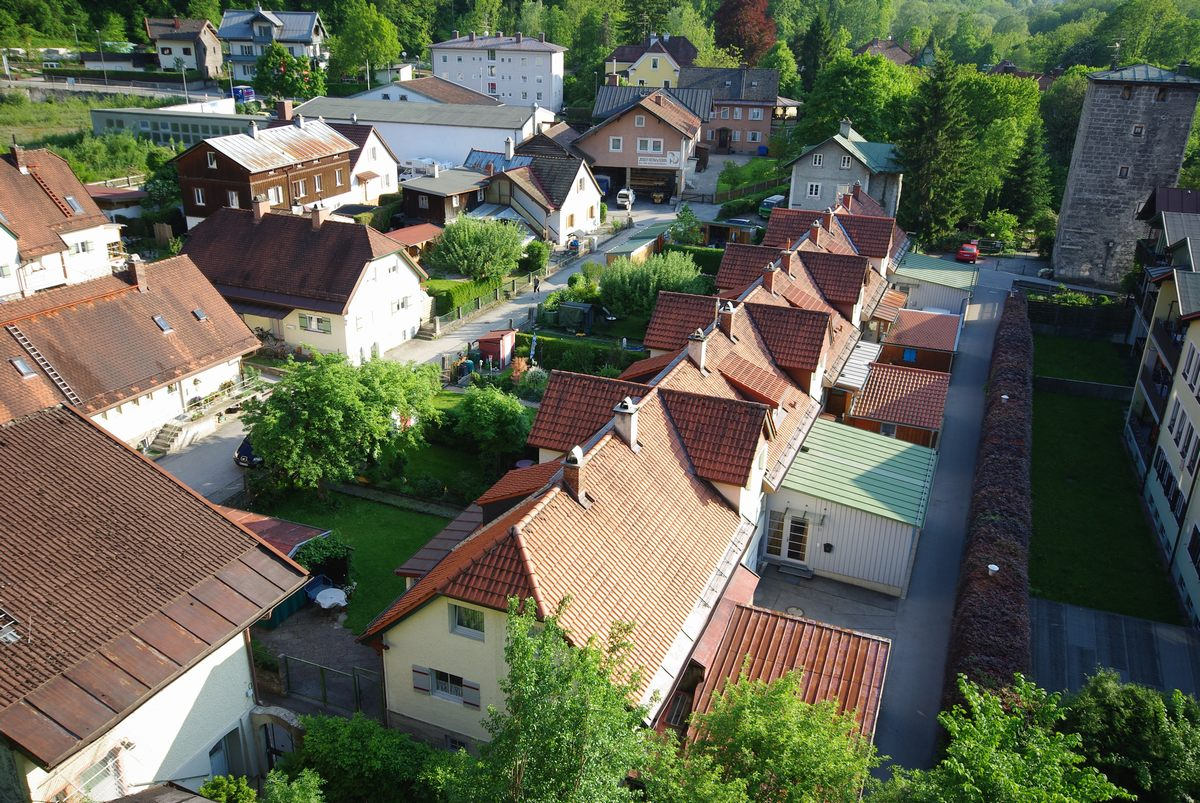
Siedlungsanlage Glück im Winkel

Stolz kam 1900 als Maurerpolier nach Bad Reichenhall. Ab 1919 war er Leiter des städtischen Arbeitsamtes und Mitbegründer der Gemeinnützigen Baugenossenschaft. Sein Name ist eng mit der Errichtung der Siedlung Glück im Winkel verbunden. Politische Gründe führten 1933 zu seiner Amtsenthebung. Nach Ende des Zweiten Weltkriegs war er Vorstand der Ortskrankenkasse. Ab 1911 war er Gemeindebevollmächtigter und fungierte in den Nachkriegsjahren als 2. Bürgermeister.

## Ehrungen
Anlässlich seines Ausscheidens aus dem Amt wurde er am 24. Mai 1950 wegen seiner großen Verdienste um die Stadt und den Kurort durch seinen Einfluss gegen radikale Elemente 1919 und in den dreißiger Jahren zum Ehrenbürger ernannt. 1952 erhielt er das Verdienstkreuz (Steckkreuz) der Bundesrepublik Deutschland. In Bad Reichenhall wurde die Sebastian-Stolz-Straße nach ihm benannt.